# 1985 en musique
| \| • Retour à la chronologie générale de la musique populaire • \| |
| XXIe siècle • XXe siècle • XIXe siècle • XVIIIe siècle XVIIe siècle • XVIe siècle • XVe siècle • XIVe siècle XIIIe siècle • XIIe siècle • XIe siècle • Xe siècle IXe siècle • VIIIe siècle • Haut Moyen Âge • Rome • Grèce |
| • Retour à la chronologie générale de la musique populaire • |

| • Retour à la chronologie générale de la musique populaire • |

| Années de la musique populaire : 1982 - 1983 - 1984 - 1985 - 1986 - 1987 - 1988    |
| Décennies de la musique populaire : 1950 - 1960 - 1970 - 1980 - 1990 - 2000 - 2010 |

Cet article présente les faits marquants de l'année 1985 en musique.

## Faits marquants

### En France
- 60 millions de singles[1] et environ 57 millions d'albums[2] sont vendus en France en 1985.
- Premiers succès des Rita Mitsouko (Marcia baïla) et Gold (Plus près des étoiles).
- 8 janvier : Johnny Hallyday s'écroule sur scène, au Zénith de Paris, victime d'une syncope.
- Michel Sardou se produit au Palais des congrès de Paris du 6 février au 28 mars.
- Renaud écrit la chanson caritative Éthiopie pour Chanteurs sans frontières, qui devient le single le plus vendu de l’année[3].
- 15 juin : SOS Racisme organise un grand concert place de la Concorde à Paris devant 200 000 à 500 000 personnes. S'y produisent notamment Indochine, Francis Cabrel, Téléphone, Steel Pulse, Jean-Jacques Goldman et Coluche.
- 10 juillet : 1ère édition des Francofolies[4].
- Julien Clerc est le premier artiste français à se produire à Bercy.
- 23 novembre : 1re cérémonie des Victoires de la musique.

### Dans le monde
- Premiers succès de Sting (If You Love Somebody Set Them Free), a-ha (Take on Me), Simply Red (Money's Too Tight (to Mention)) et Sandra ((I'll Never Be) Maria Magdalena).
- 7 mars : Parution de la chanson caritative We Are the World, écrite par Michael Jackson et Lionel Richie.
- 1er mai : Dire Straits sort Brothers in Arms, le premier disque compact à dépasser le million d'exemplaires.
- 13 juillet : Concerts géants du Live Aid à Londres et Philadelphie, en soutien au Band Aid et à USA for Africa.
- Roger Waters quitte Pink Floyd et les attaque en justice pour leur enlever le nom du groupe.
- Création aux États-Unis du Parents Music Resource Center, afin de dénoncer l'évocation du sexe, de la violence, du satanisme et des drogues dans l'univers de la musique.
- Born in the U.S.A. de Bruce Springsteen est l'album le plus vendu de l'année[5],[6].

## Disques sortis en 1985
- Albums sortis en 1985
- Singles sortis en 1985

## Succès de l'année en France (Singles)

### Chansons classées Numéro 1
Cette liste présente, par ordre chronologique, tous les titres s'étant classés à la première place du Top 50 durant l'année 1985.
- Peter et Sloane : Besoin de rien, envie de toi
- Ray Parker, Jr. : Ghostbusters
- Jermaine Jackson & Pia Zadora : When the Rain Begins to Fall
- Al Corley : Square Rooms
- Jeanne Mas : Johnny, Johnny
- USA for Africa : We Are the World
- Chanteurs sans frontières : Éthiopie
- Opus : Live Is Life
- Baltimora : Tarzan Boy
- Century : Lover Why
- Jean-Jacques Goldman et Michael Jones : Je te donne

### Chansons francophones
Cette liste présente, par ordre alphabétique, tous les titres francophones s'étant classés parmi les 10 premières places du Top 50 durant l'année 1985.
- Bibie : Tout doucement
- C. Jérôme : Et tu danses avec lui
- Chantal Goya : Snoopy
- Chanteurs sans frontières : Éthiopie
- Cookie Dingler : Femme libérée
- Daniel Lavoie : Ils s'aiment
- Frédéric François : Mon cœur te dit je t'aime
- Gold : Plus près des étoiles
- Jean-Jacques Goldman : Long Is the Road (Américain)
- Jean-Jacques Goldman : Je marche seul
- Jean-Jacques Goldman et Michael Jones : Je te donne
- Jean-Jacques Lafon : Le géant de papier
- Jean-Luc Lahaye : Papa chanteur
- Jean-Pierre Mader : Macumba
- Jean-Pierre Mader : Un pied devant l'autre
- Jeanne Mas : Johnny, Johnny
- Julien Clerc : Mélissa
- La Compagnie créole : Le Bal masqué
- Les Rita Mitsouko : Marcia Baïla
- Marc Lavoine : Elle a les yeux revolver
- Michel Sardou : Chanteur de jazz
- Peter et Sloane : Besoin de rien, envie de toi
- Philippe Lavil : Elle préfère l'amour en mer
- Pierre Bachelet : En l'an 2001
- Serge Gainsbourg & Charlotte : Lemon Incest
- Téléphone : Un autre monde

### Chansons non francophones
Cette liste présente, par ordre alphabétique, tous les titres non francophones s'étant classés parmi les 10 premières places du Top 50 durant l'année 1985.
- a-ha : Take on Me
- Al Corley : Square Rooms
- Al Corley : Cold Dresses
- Alphaville : Sounds Like a Melody
- Baltimora : Tarzan Boy
- Boney M. : Kalimba de Luna
- Bronski Beat : Smalltown Boy
- Bronski Beat : Why?
- Century : Lover Why
- Culture Club : The War Song
- Eros Ramazzotti : Una storia importante
- Eurythmics : Sexcrime (Nineteen Eighty-Four)
- Eurythmics : There Must Be an Angel (Playing with My Heart)
- Finzy Kontini : Cha cha cha
- George Michael : Careless Whisper
- Iván : Fotonovela
- Jermaine Jackson et Pia Zadora : When the Rain Begins to Fall
- Kazino : Around My Dream
- Kimera : The Lost Opera
- Limahl : The NeverEnding Story
- Lune de miel : Paradise mi amor
- Madonna : Like a Virgin
- Madonna : Into the Groove
- Magazine 60 : Don Quichotte
- Matt Bianco : More Than I Can Bear
- Modern Talking : You're My Heart, You're My Soul
- Modern Talking : You Can Win If You Want
- Monte Kristo : The Girl of Lucifer
- Moon Ray : Comanchero
- Murray Head : One Night in Bangkok
- Opus : Live Is Life
- Ray Parker, Jr. : Ghostbusters
- Sade : Smooth Operator
- Scotch : Take Me Up
- Stargo : Live Is Life
- Stevie Wonder : I Just Called to Say I Love You
- Stevie Wonder : Part-Time Lover
- Talk Talk : Such a Shame
- Tina Turner : We Don't Need Another Hero
- USA for Africa : We Are the World

## Succès de l'année en France (albums)
Cette liste présente, par ordre alphabétique, les albums sortis en 1985 ayant obtenu une certification Platine ou Diamant en France.

### Disques de diamant (plus d'un million de ventes)
- Dire Straits : Brothers in Arms
- Jean-Jacques Goldman : Non homologué
- Renaud : Mistral gagnant

### Doubles disques de platine (plus de 600.000 ventes)
- Francis Cabrel : Photos de voyages
- Phil Collins : No Jacket Required
- Sade : Promise

### Disques de platine (plus de 300.000 ventes)
- a-ha : Hunting High and Low
- Indochine : 3
- Jean Ferrat : Je ne suis qu'un cri
- Johnny Hallyday : Rock'n'Roll Attitude
- La Compagnie créole : Le bal masqué
- Michel Jonasz : Unis vers l'uni
- Michel Sardou : Chanteur de jazz
- Mike Oldfield : The Complete Mike Oldfield
- Paolo Conte : Concerti
- Serge Gainsbourg : Gainsbourg Live
- Sting : The Dream of the Blue Turtles

## Succès internationaux de l’année
Cette liste présente, par ordre alphabétique, les trente titres et albums ayant eu le plus de succès dans les charts internationaux en 1985,.

### Singles
- a-ha : Take on Me
- Baltimora : Tarzan Boy
- Bruce Springsteen : Born in the U.S.A.
- David Bowie et Mick Jagger : Dancing in the Street
- Dead Or Alive : You Spin Me Round (Like a Record)
- Dire Straits : Money for Nothing
- Don Henley : The Boys of Summer
- Duran Duran : A View to a Kill
- Elton John : Nikita
- Foreigner : I Want to Know What Love Is
- Huey Lewis and the News : The Power of Love
- Jefferson Starship : We Built This City
- Jennifer Rush : The Power of Love
- Kool & The Gang : Cherish
- Lionel Richie : Say You, Say Me
- Madonna : Crazy for You
- Madonna : Into the Groove
- Mr. Mister : Broken Wings
- Murray Head : One Night in Bangkok
- Paul Hardcastle : 19
- Phil Collins : One More Night
- Sandra : (I'll Never Be) Maria Magdalena
- Simple Minds : Don't You (Forget About Me)
- Stevie Wonder : Part-Time Lover
- Tears For Fears : Shout
- Tears For Fears : Everybody Wants to Rule the World
- Tina Turner : We Don't Need Another Hero
- USA For Africa : We Are the World
- Wham! : I'm Your Man
- Whitney Houston : Saving All My Love for You

### Albums
- a-ha : Hunting High and Low
- Billy Joel : Greatest Hits
- Bryan Adams : Reckless
- Bryan Ferry : Boys & Girls
- Dire Straits : Brothers in Arms
- Eurythmics : Be Yourself Tonight
- Foreigner : Agent Provocateur
- Heart : Heart
- Jan Hammer : Miami Vice
- John Cougar Mellencamp : Scarecrow
- John Fogerty : Centerfield
- Kate Bush : Hounds of Love
- Le flic de Beverly Hills
- Marillion : Misplaced Childhood
- Mick Jagger : She's the Boss
- Paul Young : The Secret of Association
- Phil Collins : No Jacket Required
- Prince : Around the World in a Day
- Sade : Promise
- Simple Minds : Once Upon a Time
- Stevie Wonder : In Square Circle
- Sting : The Dream of the Blue Turtles
- Talking Heads : Little Creatures
- Tears For Fears : Songs from the Big Chair
- The Cure : The Head on the Door
- The Smiths : Meat Is Murder
- Tom Waits : Rain Dogs
- USA For Africa : We Are the World
- Whitney Houston : Whitney Houston
- ZZ Top : Afterburner

## Récompenses
- États-Unis : 28e cérémonie des Grammy Awards
- États-Unis : American Music Awards 1985 (en)
- États-Unis : 1985 MTV Video Music Awards (en)
- Europe : Concours Eurovision de la chanson 1985
- France : 1re cérémonie des Victoires de la musique
- Québec : 7e gala des prix Félix

## Formations et séparations de groupes
- Groupe de musique formé en 1985
- Groupe de musique séparé en 1985

## Naissances
- 10 janvier :
  - Yohann Malory, auteur-compositeur-interprète français
  - Claudio Capéo, chanteur français
- 15 janvier  : Juan Ricondo, chanteur, acteur et compositeur espagnol.
- 25 janvier : JR O Crom, rappeur du groupe Sexion d'assaut
- 28 janvier : J. Cole, rappeur, chanteur et producteur américain.
- 12 mars : Stromae, chanteur belge
- 3 avril : Leona Lewis, chanteuse britannique
- 2 mai : Lily Allen, chanteuse britannique
- 21 juin : Amel Bent, chanteuse française
- 4 juillet : Lartiste, chanteur français
- 12 septembre : Jonatan Cerrada, chanteur belge
- 29 juillet : Natsuko Kondo, chanteuse japonaise
- 26 septembre : M. Pokora, chanteur français
- 8 octobre : Bruno Mars, auteur-compositeur-interprète américain
- 10 octobre : Marina and the Diamonds, auteure-compositrice-interprète britannique
- 22 octobre : Zachary Hanson, membre du groupe Hanson
- 24 octobre : Brulux, rappeur français
- 25 octobre : Ciara, chanteuse américaine
- 21 novembre : Carly Rae Jepsen, chanteuse canadienne
- 28 novembre :
  - Lefa, rappeur du groupe Sexion d'assaut
  - Shy'm, chanteuse française
- 28 décembre : Adams, rappeur du groupe Sexion d'assaut

## Décès
- 16 février : Ali Primera, auteur-compositeur-interprète vénézuélien
- 28 février : David Byron, chanteur du groupe Uriah Heep
- 29 mars : Sœur Sourire, religieuse et chanteuse belge
- 19 juin : Maya Kristalinskaya, chanteuse soviétique († 24 février 1932).
- 18 juillet : Ian Stewart, pianiste des Rolling Stones
- 25 juillet : Piano Red, chanteur et pianiste de blues américain
- 31 décembre : Rick Nelson, chanteur américain